# 1034 w polityce

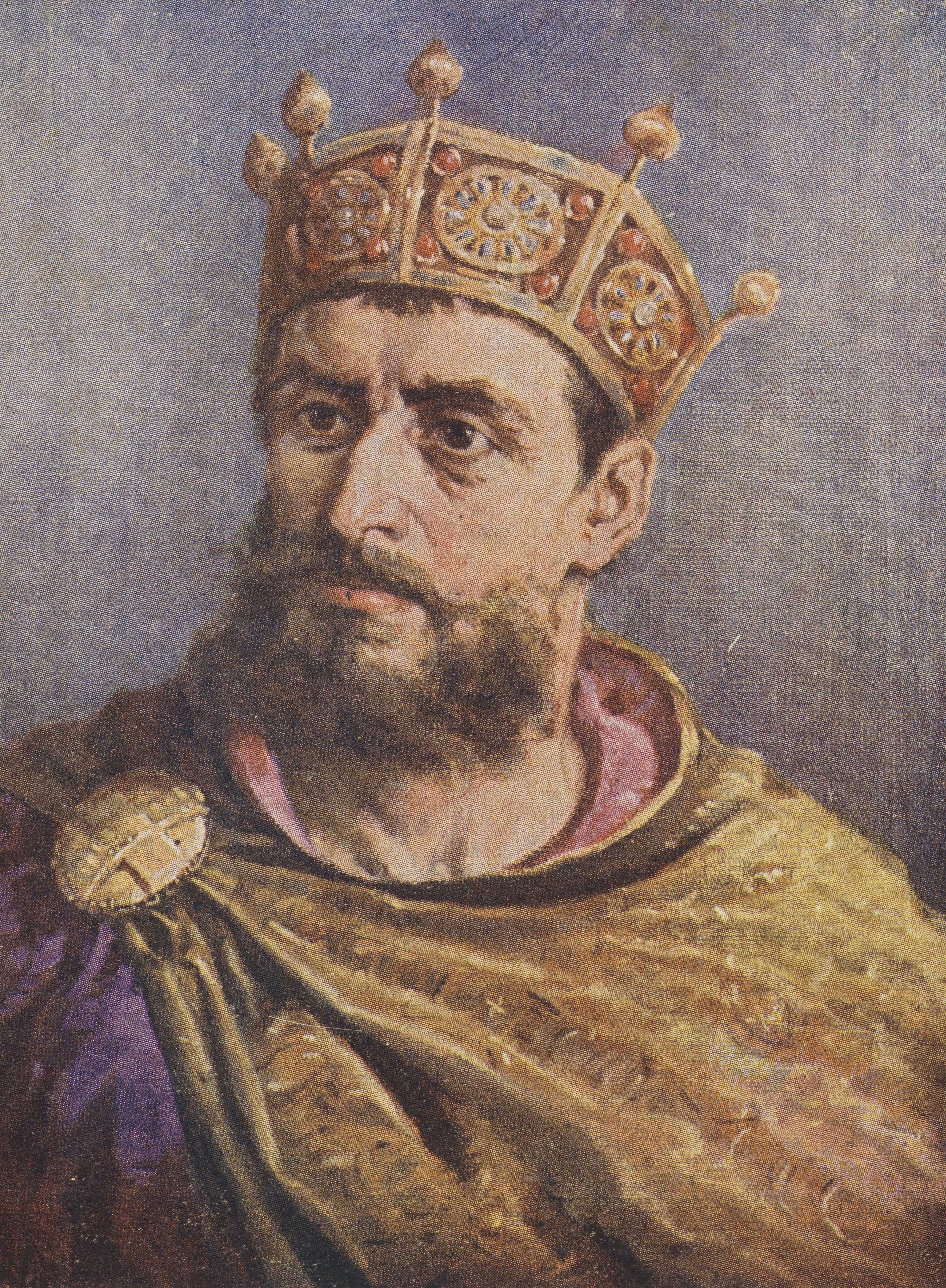
Jan Matejko, Mieszko II

Wydarzenia polityczne w 1034 roku.

## Wydarzenia
- Początek okresu niepokojów społecznych w Polsce i nawrót do pogaństwa[1]. Chaos będzie trwać aż do 1040.
- Przejęcie władzy w Czechach przez księcia Brzetysława[2][3].

## Zmarli
- 10 lub 11 maja Mieszko II Lambert, drugi król Polski[1][4].
- 25 listopada Malcolm II, król Szkocji[5].